# Athanasia (Vorname)
Athanasia (griechisch Αθανασία) ist ein Vorname.

## Herkunft und Bedeutung
Athanasia ist die weibliche Form des Namens Athanasios und bedeutet somit wörtlich „die Unsterbliche“. Athanasia von Ägina (griechisch Ἀθανασία) war die Gründerin eines Klosters und wird als Heilige der orthodoxen Kirchen und der römisch-katholischen Kirche verehrt. 

## Bekannte Namensträgerinnen
- Athanasia Moraitou (* 1997), deutsch-griechische Fußballspielerin
- Athanasia Tzanou (* 1971), griechische Komponistin
- Athanasia Tsoumeleka (* 1982), griechische Leichtathletin